# Spilogona costalis
Spilogona costalis är en tvåvingeart som först beskrevs av Stein 1907.  Spilogona costalis ingår i släktet Spilogona och familjen husflugor. Inga underarter finns listade i Catalogue of Life.